# Mothership (álbum de Dance Gavin Dance)
Mothership es el séptimo álbum de estudio de la banda estadounidense de post-hardcore Dance Gavin Dance. Fue lanzado el 7 de octubre de 2016 en Rise Records. El álbum sirve como continuación del sexto álbum de estudio del grupo, Instant Gratification (2015), y es su segundo lanzamiento de estudio consecutivo con la misma formación constante. El álbum fue producido por Kris Crummett. Tras su lanzamiento, el álbum vendió más de 19.000 copias en su primera semana en la venta al por menor, debutando en el número 13 en el Billboard 200.
El álbum fue apoyado por cuatro sencillos; "Chucky vs. The Giant Tortoise", "Betrayed by the Game", "Young Robot" e "Inspire the Liars". Para promocionar el álbum, la banda se embarcó en el Mothership Tour, que consistió en dos etapas en América del Norte y una etapa en Europa, y realizó una gira en el Vans Warped Tour de 2017. El 28 de junio de 2019, la banda lanzó una versión instrumental del álbum en plataformas de transmisión y descarga digital.

## Grabación
Mothership fue grabado por la banda en Interlace Audio Recording Studios en North Portland, Oregon durante un período de dos meses entre abril y junio de 2016 con el productor Kris Crummett. Durante las sesiones de grabación del álbum, la banda buscó y colaboró con otros músicos como Andrew Michael Wells de Eidola, Aric García de Hail the Sun, Martin Bianchini de Secret Band y el exguitarrista de Dance Gavin Dance Zachary Garren de Strawberry Girls.

## Lanzamiento y promoción
Mothership fue presentado por la banda el 27 de julio de 2016, con fecha de lanzamiento programada para el 7 de octubre de 2016. El 18 de agosto, Dance Gavin Dance lanzó el sencillo principal del álbum, "Chucky vs. The Giant Tortoise", para descarga digital. Un segundo sencillo, "Betrayed by the Game", fue lanzado el 16 de septiembre. El mismo día, se estrenó el video musical de "Betrayed by the Game" en el canal oficial de YouTube de Rise Records. Un video musical animado de la canción "Young Robot" se estrenó el 27 de septiembre de 2016. El 3 de marzo de 2017, la banda lanzó el video musical de su sencillo "Inspire the Liars".
A lo largo de la semana anterior al lanzamiento de Mothership, la banda subió adelantos de canciones del álbum diariamente en sus redes sociales.

## Lista de canciones
| N.º | Título                          | Duración |  |
| 1.  | «Chucky vs. The Giant Tortoise» | 3:56     |  |
| 2.  | «Young Robot»                   | 3:39     |  |
| 3.  | «Frozen One»                    | 2:48     |  |
| 4.  | «Flossie Dickey Bounce»         | 2:54     |  |
| 5.  | «Deception»                     | 3:52     |  |
| 6.  | «Inspire the Liars»             | 4:35     |  |
| 7.  | «Philosopher King»              | 3:39     |  |
| 8.  | «Here Comes the Winner»         | 4:47     |  |
| 9.  | «Exposed»                       | 3:32     |  |
| 10. | «Betrayed by the Game»          | 3:10     |  |
| 11. | «Petting Zoo Justice»           | 3:27     |  |
| 12. | «Chocolate Jackalope»           | 3:50     |  |
| 13. | «Man of the Year»               | 5:34     |  |

## Personal
- Tilian Pearson - voz principal
- Jon Mess - voz secundario
- Will Swan - guitarra, rapeo en "Chocolate Jackalope"
- Tim Feerick - bajo
- Matt Mingus - batería, percusión